# Frezen

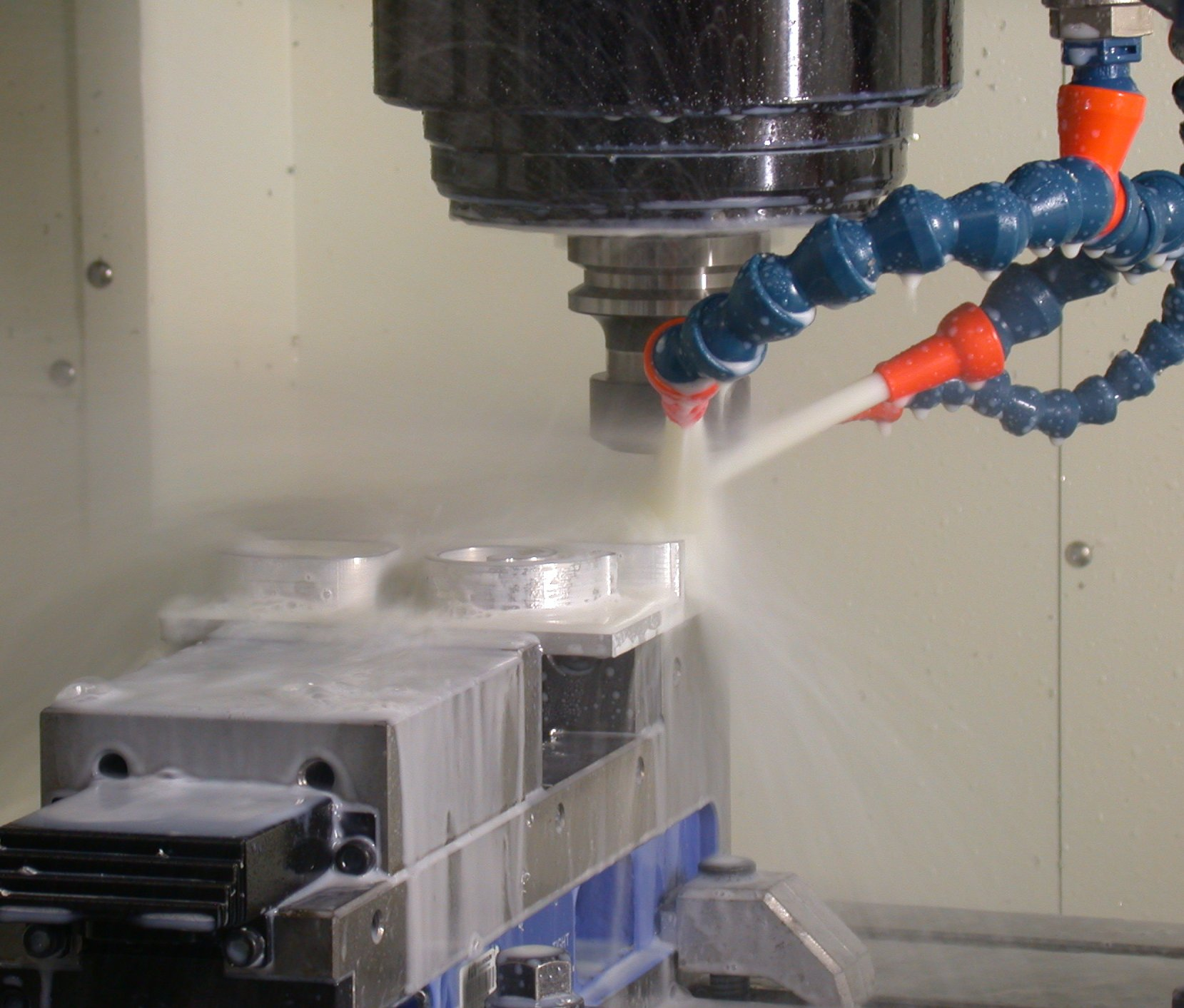
Freesbeweging met koelmiddel

Frezen is een verspanende bewerking waarbij met gebruik van een roterend gereedschap, de frees, materiaal wordt verwijderd. Frezen is een bewerking die met name wordt gebruikt in de metaal-, hout- en kunststofverwerkende industrie.
Frezen wordt gedaan op een freesmachine, die tegenwoordig vaak computergestuurd is (CNC).
De uitvoeringsvormen van frezen zijn erg divers. Ruwfrezen, spiebaanfrezen, zaagfrezen enz. Ook varianten met hardmetalen inzetplaatjes worden gebruikt. Daarnaast is de koelmethode van de frezen afhankelijk van het te bewerken materiaal. Metaal wordt met koelvloeistof gekoeld (koelvloeistof op organische of synthetische basis), kunststof wordt vaak met perslucht gekoeld.

## Types

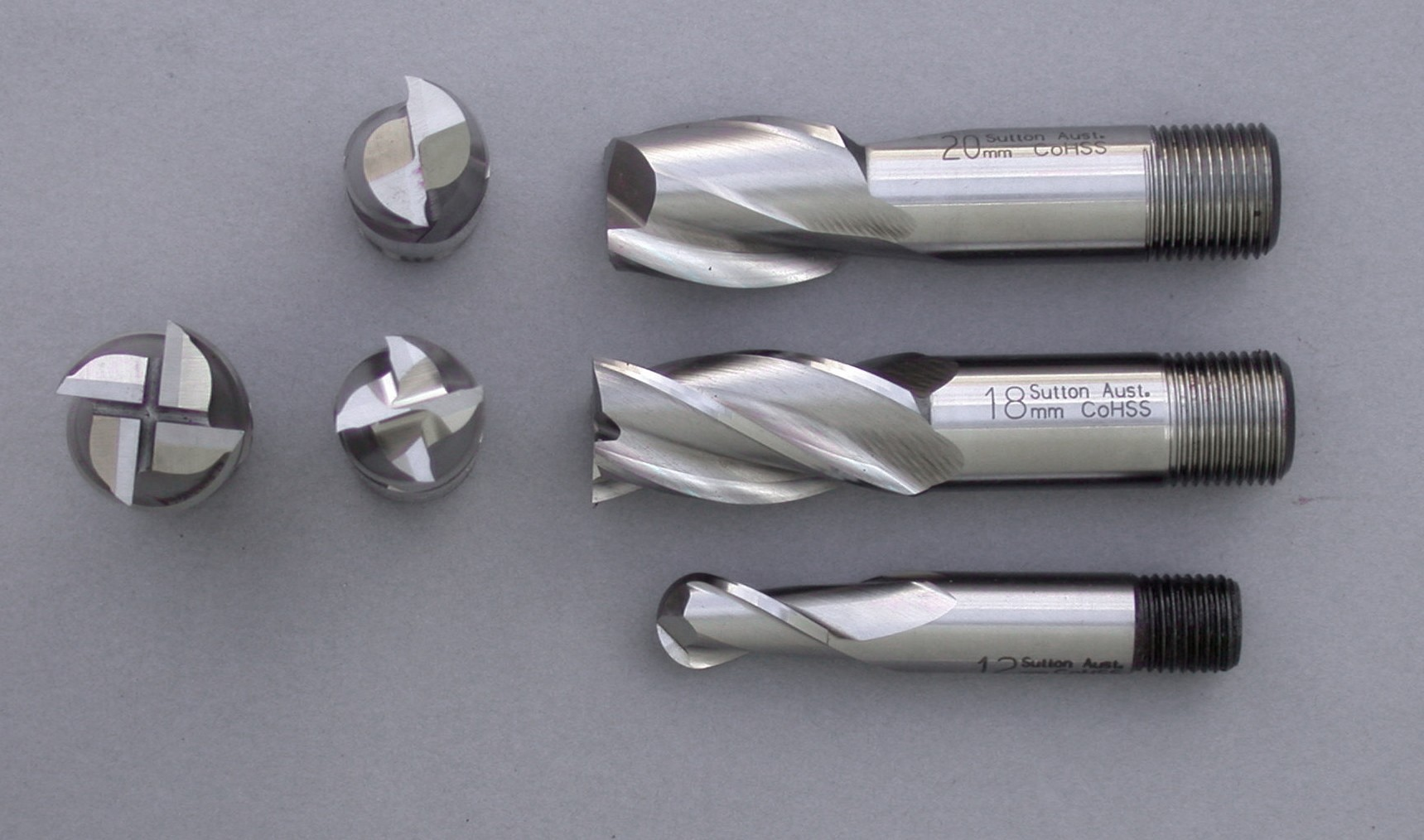
Enkele frezen

### Vingerfrezen
Vingerfrezen, of universele frezen, zijn niet (altijd) centrumsnijdend. Dat wil zeggen dat er niet mee geboord kan worden. Deze worden gebruikt om verspaning te doen in horizontale richting. Het centrum van de frees ligt lager dan de snijtanden. Deze frezen zijn meestal gemaakt van HSS, snelstaal of van ander materiaal zoals hard metaal, of werken met verwisselbare snijplaatjes (wisselplaten).

### Spiebaanfrezen
Spiebaanfrezen worden gebruikt om spiebanen te maken in een as. Als er dan in de tweede as of een naaf ook een spiebaan gemaakt is kan men er een spie tussen steken. Deze zorgt dan dat de rotatie van de as kan worden verbonden aan bijvoorbeeld een kettingwiel. In sommige gevallen is het zo dat deze spiebaan niet te lang mag zijn (onder andere voor de verzwakking van de as) en in het midden van de lengte van de as ligt. Men moet dus een frees hebben die kan boren en centrumsnijdend is. De spiebaanfrees kan dit doordat de top van de frees hoger ligt dan de rest van het snijvlak van de frees, dus omgekeerd aan de vingerfrees.

### Andere frezen

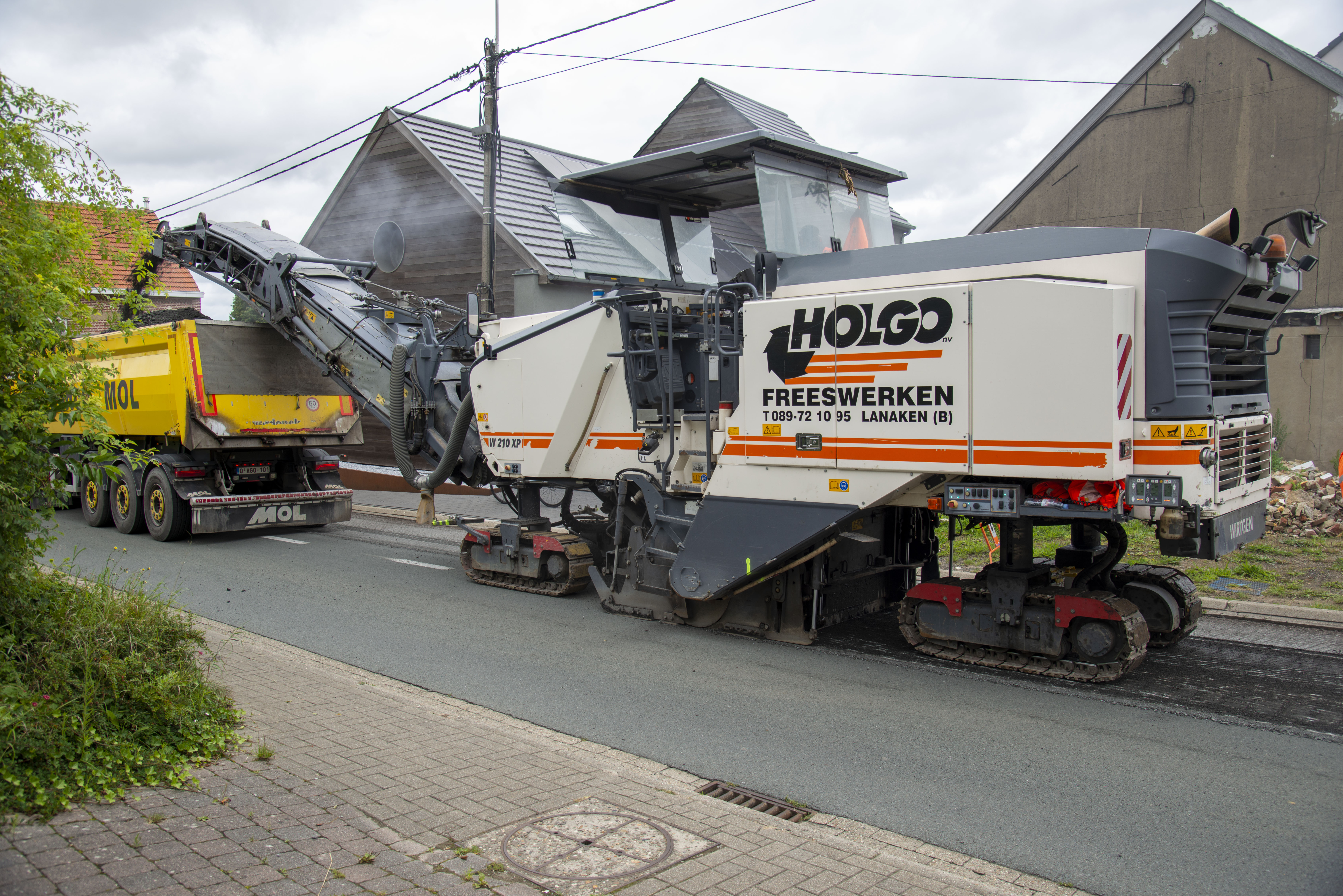
Frezen van het wegoppervlak (asfalt) van een straat in België

Er bestaan ook nog veel andere frezen zoals ruwe frezen die gebruikt worden als er voor-gefreesd moet worden, zaagfrezen of frezen voor in de houtsector.

## Mee- of tegenlopend frezen
Meelopend frezen
Men spreekt van meelopend frezen als de rotatie van het gereedschap (frees) en de voeding in dezelfde richting gebeurt (dus als de frees rechtsom draait gaat de tafel (met het werkstuk) naar links). Spaanafvoer vindt plaats in tegenovergestelde richting van de freesvoeding.
Voordelen:

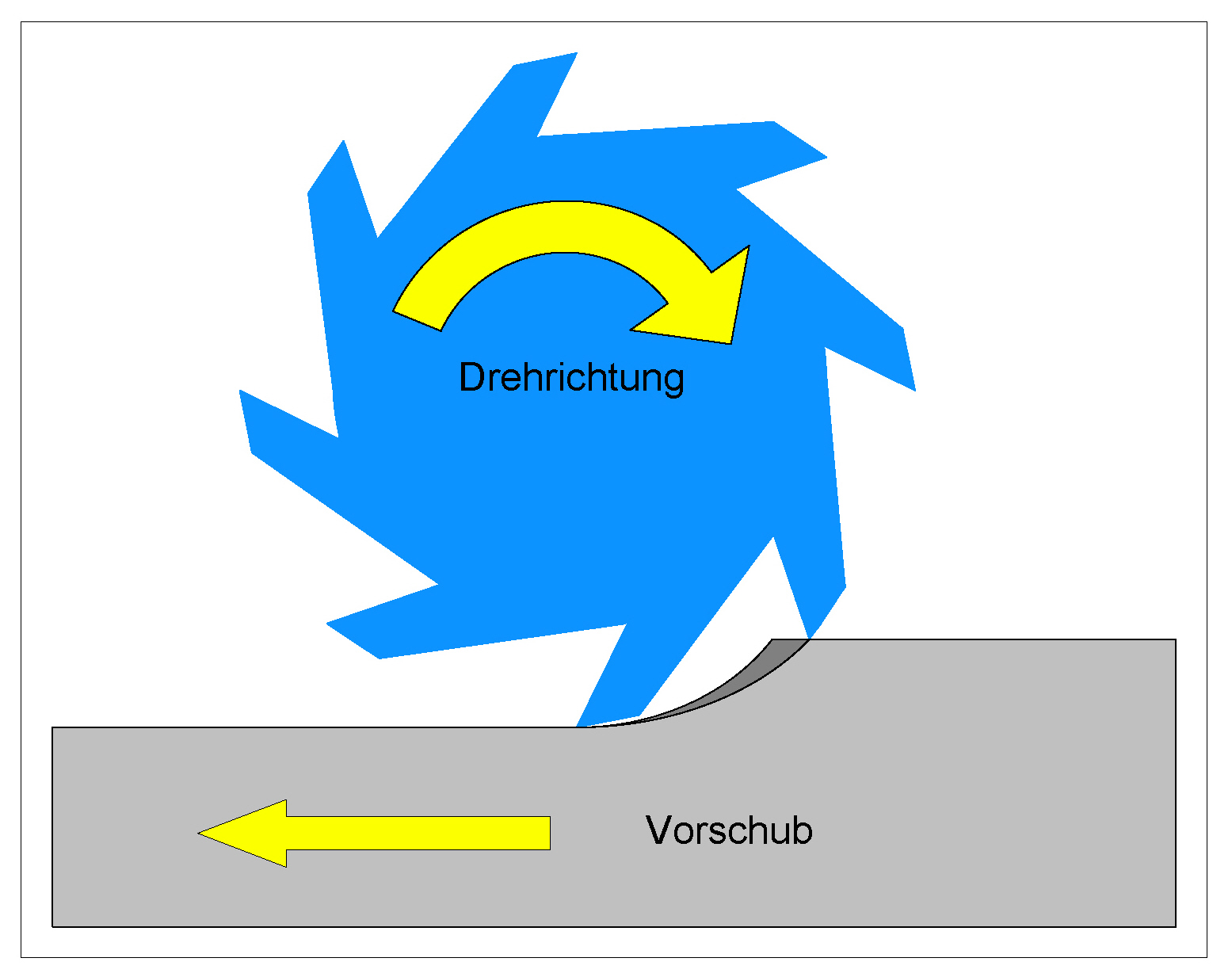
Meelopend frezen (grijs richting werkstuk; blauw ronddraaiende frees)

- de frees wil het werkstuk niet doen loskomen uit de spanschroef
- gemakkelijke spaanafvoer
- minder slijtage
- betere oppervlakteruwheid dan bij tegenlopend frezen
- zuiverder werk

Nadelen:
- Moer van aandrijfspindel moet minimale speling hebben, anders kunnen de tanden van de frees te veel materiaal grijpen en afbreken.

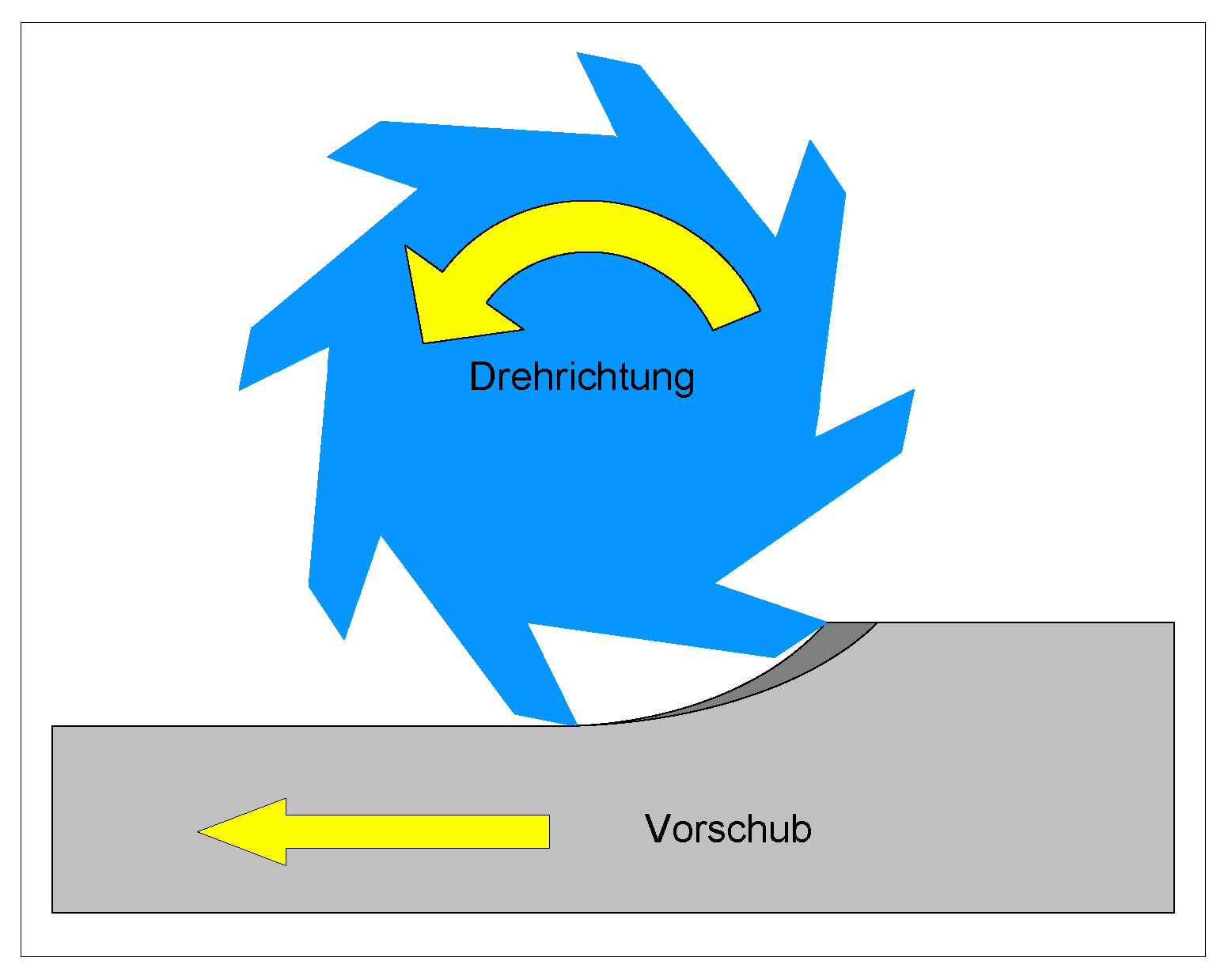
Tegenlopend frezen
Men spreekt van tegenlopend frezen als de rotatie van het snijgereedschap (de frees) en de voeding in tegengestelde richting gebeuren. Spaanafvoer vindt plaats in de richting van de freesvoeding.
Voordelen:
- Drukt speling van de bewegingsmoer tegen de flank van de spil waar de bewegingskracht wordt veroorzaakt. Bij machines die geen spelingsvrije bewegingsmoer hebben, (conventionele draai-freesmachines) ontstaat bij meelopend frezen anders een heen en weer getrek wat veroorzaakt wordt doordat een meelopende frees het werkstuk naar zich toetrekt en de bewegingsspil het werkstuk van zich afduwt.

Nadelen:
- Meer kans op trillingen
- Snellere slijtage dan bij meelopend frezen
- Ongunstige spaanafvoer
- Meer vermogen nodig

Wanneer mee- of tegenlopend frezen?
In harde kunststoffen wordt bijna altijd meelopend gefreesd, terwijl in hout en zachte kunststoffen bijna altijd tegenlopend gefreesd wordt. Bij lange dunne freesgereedschappen, is het soms noodzakelijk om tegenlopend te frezen, doordat er door de lengte torsie en buiging optreedt in het gereedschap, het gereedschap herhaald vooruitloopt op de voeding en weer relaxeert doordat de voeding de spanning wegneemt. Tegenlopend frezen kan dan soelaas bieden om de buiging en torsie tegenovergesteld in de voedingsrichting te laten lopen, waardoor het gereedschap minder resoneert. Meelopend frezen mag alleen op volautomatische machines.